# Élections cantonales partielles françaises en 1977
 (mai 2025).
Si vous disposez d'ouvrages ou d'articles de référence ou si vous connaissez des sites web de qualité traitant du thème abordé ici, merci de compléter l'article en donnant les références utiles à sa vérifiabilité et en les liant à la section « Notes et références ».
Plusieurs élections cantonales partielles se sont tenues en France en 1977.

## Synthèse
| Dates de l'élection | Département     | Canton         | Conseiller sortant | Parti | Parti | Conseiller élu   | Parti | Parti | Raison             | Raison |
| ------------------- | --------------- | -------------- | ------------------ | ----- | ----- | ---------------- | ----- | ----- | ------------------ | ------ |
| 13 et 20 mars 1977  | Haute-Garonne   | Toulouse-IX    | André Estrade      |       | PS    | Geneviève Raynal |       | PS    | Décès              |        |
| 13 et 20 mars 1977  | Ille-et-Vilaine | Saint-Malo-Sud | Marcel Planchet    |       | CDS   | Alain Roman      |       | PS    | Démission d'office |        |

## Résultats

### Canton de Toulouse-IX(Haute-Garonne)
| Candidat                                            | Candidat            | Parti       | Premier tour | Premier tour | Second tour | Second tour |
| Candidat                                            | Candidat            | Parti       | Voix         | %            | Voix        | %           |
| --------------------------------------------------- | ------------------- | ----------- | ------------ | ------------ | ----------- | ----------- |
|                                                     | Geneviève Raynal    | PS          | 4 231        | 36,41        | 6 348       | 65,87       |
|                                                     | Henri Farreny       | PCF         | 2 288        | 19,69        | Retrait     | Retrait     |
|                                                     | Emmanuel Abadie     | CDS         | 1 795        | 15,44        | 3 289       | 34,13       |
|                                                     | René Gay            | RPR         | 1 451        | 12,48        |             |             |
|                                                     | Raphaël Gaillardo   | CNIP        | 1 307        | 11,24        |             |             |
|                                                     | Louisette Bessières | PSU         | 549          | 4,72         |             |             |
|                                                     |                     |             |              |              |             |             |
| Inscrits                                            | Inscrits            | Inscrits    | 18 155       | 100,00       | 18 155      | 100,00      |
| Abstentions                                         | Abstentions         | Abstentions | 6 213        | 34,22        | 8 262       | 45,51       |
| Votants                                             | Votants             | Votants     | 11 942       | 65,78        | 9 893       | 54,49       |
| Nuls                                                | Nuls                | Nuls        | 321          | 1,77         | 256         | 1,41        |
| Exprimés                                            | Exprimés            | Exprimés    | 11 621       | 64,01        | 9 637       | 53,08       |
| Source : Le Monde, éditions des 15 et 22 mars 1977. |                     |             |              |              |             |             |

### Canton de Saint-Malo-Sud(Ille-et-Vilaine)
| Candidat                                                             | Candidat           | Parti       | Premier tour | Premier tour | Second tour | Second tour |
| Candidat                                                             | Candidat           | Parti       | Voix         | %            | Voix        | %           |
| -------------------------------------------------------------------- | ------------------ | ----------- | ------------ | ------------ | ----------- | ----------- |
|                                                                      | Marie-Ange Réhel   | FSD         | 2 460        | 29,49        | 3 014       | 33,04       |
|                                                                      | Pierre Demalvilain | RPR         | 1 837        | 22,02        | 2 935       | 32,18       |
|                                                                      | Alain Roman        | PS          | 1 779        | 21,33        | 3 172       | 34,78       |
|                                                                      | René Busnel        | PCF         | 799          | 9,58         |             |             |
|                                                                      | Paul Bellec        | SE          | 764          | 9,16         |             |             |
|                                                                      | Mme Sambon         | SE          | 523          | 6,27         |             |             |
|                                                                      | Raymond Géléoc     | UDB         | 178          | 2,13         |             |             |
|                                                                      |                    |             |              |              |             |             |
| Inscrits                                                             | Inscrits           | Inscrits    | 12 239       | 100,00       | 12 239      | 100,00      |
| Abstentions                                                          | Abstentions        | Abstentions | 3 643        | 29,76        | 2 940       | 24,02       |
| Votants                                                              | Votants            | Votants     | 8 596        | 70,23        | 9 299       | 75,98       |
| Nuls                                                                 | Nuls               | Nuls        | 256          | 2,09         | 178         | 1,45        |
| Exprimés                                                             | Exprimés           | Exprimés    | 8 340        | 68,14        | 9 121       | 74,52       |
| Sources : Ouest-France et Le Monde, éditions des 15 et 22 mars 1977. |                    |             |              |              |             |             |